# BMW 134
Il BMW 134 era un motore aeronautico sperimentale radiale a singola stella 9 cilindri realizzato dall'azienda tedesca BMW Flugmotorenbau GmbH nel 1938.

## Storia

### Sviluppo
Nel 1938 il Reichsluftfahrtministerium (RLM), il ministero deputato alla gestione dell'intera aviazione tedesca del periodo nazista, emanò una richiesta per la fornitura di un nuovo motore, una versione del radiale BMW 132 già in produzione, utilizzando materiali alternativi a quelli normalmente utilizzati per la produzione del suo predecessore.
La BMW rispose con il modello 134 che manteneva sostanzialmente inalterata la struttura del 132. Il nuovo modello era caratterizzato dalla presenza di nove cilindri posti su un'unica stella e raffreddato ad aria. I prototipi riuscirono ad erogare al banco una potenza pari a 690 PS (507,5 kW) ad un regime di rotazione di 2 100 giri/min ma sottoposto alla valutazione della commissione tecnica RLM non venne più ritenuto necessario l'avviamento alla produzione in serie ed il suo sviluppo venne interrotto.